# Round Table Pizza
O Round Table Pizza é uma cadeia e uma franquia de pizzarias no Oeste dos Estados Unidos. O primeiro restaurante Round Table Pizza foi aberto em 1959 e a empresa tem mais de 400 restaurantes. A empresa está sediada em Atlanta, Geórgia.

## Visão geral
A empresa opera atualmente em dois formatos. Os restaurantes tradicionais da Round Table Pizza servem principalmente pizza, saladas e bebidas. Um novo formato, o Round Table Pizza Clubhouse - Pizza Pub Play, oferece entretenimento alargado com jogos de arcade para crianças e televisores de ecrã grande com programação desportiva, bem como um menu alargado e uma seleção de cervejas artesanais.

## História
O Round Table Pizza foi fundado por William R. Larson. Larson nasceu em San José, Califórnia, a 30 de janeiro de 1933, e foi criado em Palo Alto, Califórnia. Depois de servir 4 anos na Marinha dos Estados Unidos, Larson trabalhou em vários empregos diferentes, adquirindo experiência que o levou a criar o seu próprio restaurante. Abriu a sua primeira pizzaria em Menlo Park, Califórnia, a 21 de dezembro de 1959, localizada em 1235 El Camino Real. Chamou ao seu novo restaurante Round Table Pizza. Deu o nome ao restaurante de Round Table Pizza devido às mesas redondas de madeira vermelha que ele e o seu pai construíram.
Esta localização original em Menlo Park acabaria por ser transferida para 1225 El Camino Real alguns anos mais tarde, onde ainda hoje se encontra e é propriedade e gerida por Bob Larson, filho de William. Em 2020, Bob Larson ainda é proprietário e gere a localização original em Menlo Park.
De acordo com o PizzaMarketPlace.com, “a receita e a crosta desenvolvidas por William logo trouxeram à Round Table Pizza um grande número de clientes e empresários.” Em 1978, sob a direção de Larson, a Round Table havia acumulado mais de 225 lojas. Em 2011, a empresa entrou com um pedido de proteção sob o Capítulo 11 no Tribunal de Falências dos Estados Unidos e emergiu do mercado. O Plano Consensual de Reorganização prevê o reembolso de 100% das obrigações para com os seus credores garantidos e não garantidos e a manutenção de 100% da propriedade da empresa por parte dos proprietários empregados. Desde então, a empresa cumpriu todas as suas obrigações e a sua solidez financeira melhorou de forma constante com a anulação da dívida e o aumento do fluxo de caixa.
Em 2014, a empresa assinou um acordo de desenvolvimento de 35 lojas para construir restaurantes no Bahrein, Arábia Saudita, Omã, Kuwait e Catar. A partir de 2016, mais de 450 locais franqueados e de propriedade da empresa estavam no Alasca, Arizona, Califórnia, Havaí, Nevada, Oregon e Washington. Em 15 de setembro de 2017, a Round Table Pizza anunciou que foi adquirida pelo Global Franchise Group. No mesmo mês, setembro de 2017, a Round Table Pizza fechou todas as sete filiais em Dubai.
Em 2019, a Round Table Pizza reformulou sua marca em seu 60º aniversário, incluindo um novo logotipo e um novo lema: “Pizza Royalty”. A cadeia também se expandiu para o Metroplex de Dallas-Fort Worth pela primeira vez em 2019, com novos locais em Frisco e perto do campus da Southern Methodist University em University Park.
Em 28 de junho de 2021, o Global Franchise Group anunciou que seria adquirido pela FAT Brands, proprietária da Fatburger e Johnny Rockets. A aquisição foi concluída em 22 de julho.